# Balduin V. Jeruzalémský
Balduin V. Jeruzalémský (popřípadě rodově Balduin z Montferratu, někdy přezdíván francouzskou zdrobnělinou Baudouinet – česky Balduinek, 1177–1186) byl synem hraběte z Jaffy a Askalonu Viléma z Montferratu a jeruzalémské princezny Sibyly. Roku 1183 byl korunován spoluvládcem a dědicem svého strýce, jeruzalémského krále Balduina IV. jako Balduin V. Po smrti Balduina IV. roku 1185 se stal samovládcem, avšak pro svůj nízký věk měl za něho skutečnou vládu v rukách regent, hrabě z Tripolisu Raimond III.

## Balduin V. a politický boj
Balduin V., narozený několik měsíců po smrti svého otce, byl více, než jen pouhým pěšákem v politických bojích uvnitř Jeruzalémského království. V Balduinova době narození se křižácká šlechta v Jeruzalémě rozštěpila na dvě velmi znesvářené frakce: jednu tvořili zástupci tzv. staré šlechty, tj. šlechticů, jejichž rody žily v Palestině již od dob první křížové výpravy. Druhou kliku tvořili šlechtici, kteří do Svaté země přišli v relativně nedávné době a usadili se zde. Král Balduin IV., který trpěl malomocenstvím a jeho brzká smrt byla nevyhnutelná, musel rychle vyřešit otázku nástupnictví. V úvahu připadaly královy sestry – princezna Sibyla a mladší Isabela. Jeruzalémská šlechta se ještě více rozdělila v podpoře každé z těchto dědiček.
Vliv hraběte Raimonda, prvního bratrance otce krále Balduina Amauryho I., regenta království během nezletilosti Balduina IV. a vůdce kliky domorodých šlechticů začal u dvora pomalu upadat. Aby lépe mohl prosazovat své zájmy, spojil se Raimond s mocným rodem baronů z Ibelinu. Vdova po králi Amaurym Marie Komnenovna se vdala za Baliana z Ibelinu a Raimond se pokusil znovu obnovit svůj vliv u dvora prosazením svatby princezny Sibyly za Balianova staršího bratra Balduina z Ibelinu. Král Balduin IV. však roku 1180 v tajnosti provdal svou sestru za francouzského rytíře Guye de Lusignan. Guy, jako vazal anglického krále byl pro království velmi cenným spojencem.

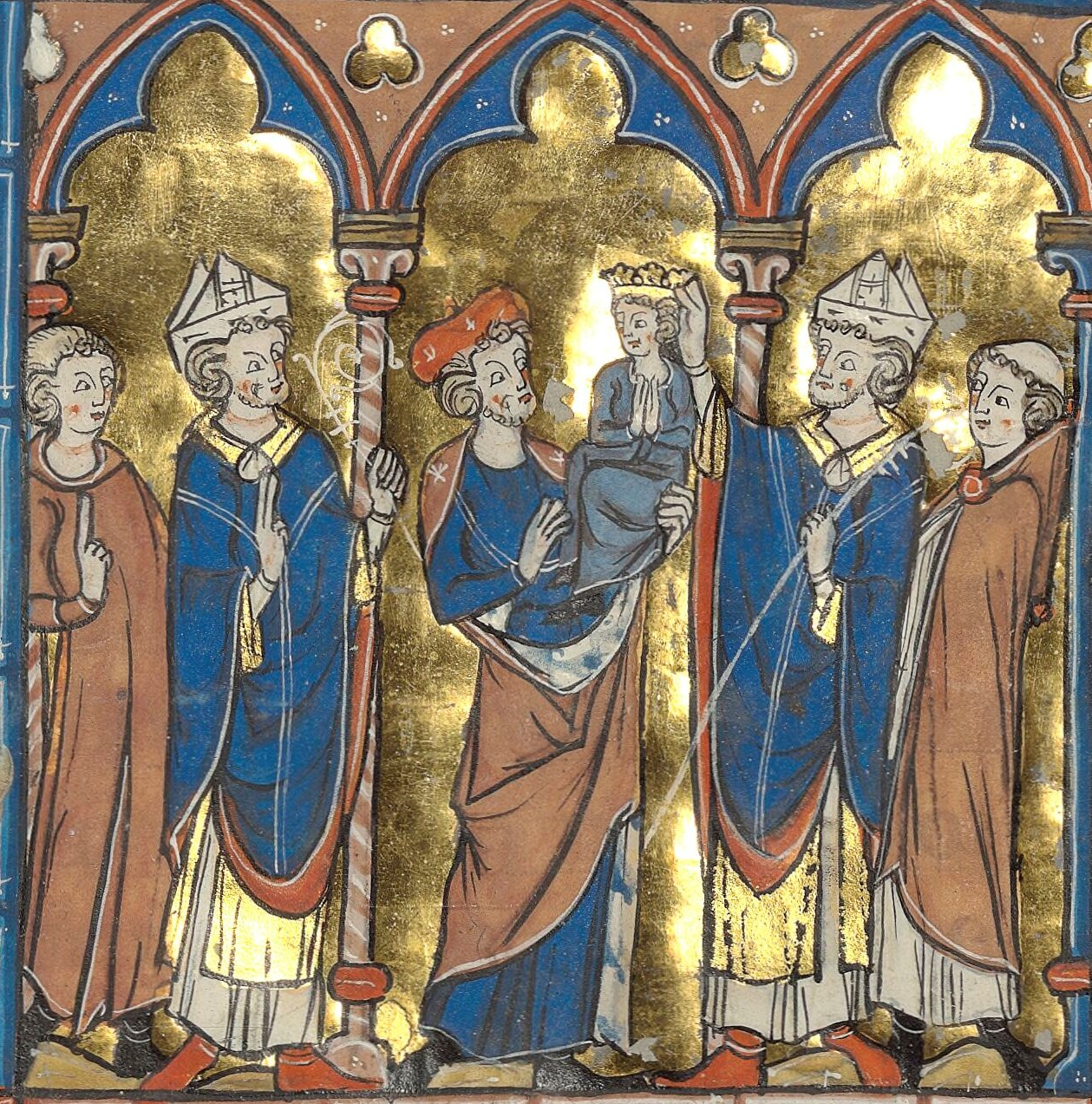
Korunovace Balduina V. na ramenou Baliana z Ibelinu (středověká iluminace)

Frakce, která podporovala Sibylu a Guye de Lusignan se soustředila kolem Sibylina strýce Joscelina III. a matky Anežky z Courtenay, nyní provdané za Reginalda ze Sidonu. K jejich straně se přidal také pán z Keraku Renaud de Châtillon a Amaury II. de Lusignan, starší bratr Guye de Lusignan.

## Vláda a smrt
| „              | ...zemřel franský král v Sýrii, který trpěl leprou a který odkázal království synovi své sestry, jenž byl ještě v dětském věku... | “ |
| — Ibn al-Athír | |   |

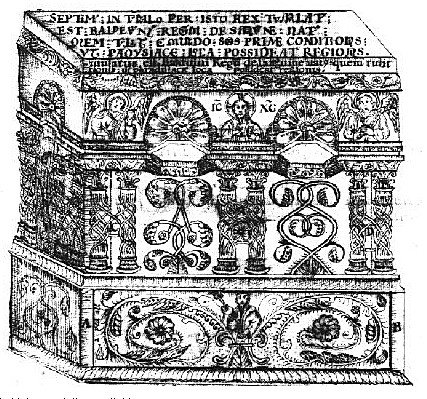
Kresba hrobky Balduina v. v Jeruzalémě v kostele Božího hrobu.

Na jaře 1185 král Balduin IV. konečně podlehl své nemoci. Krátce před smrtí nařídil v Bazilice Svatého hrobu veřejnou oficiální korunovaci svého synovce jeruzalémským králem. Chlapec byl ke korunovaci donesen na ramenou svého strýce Baliana, nejen proto, že Balian byl muž vysoké postavy, ale také proto, že Isabelina část královské rodiny podporovala nástupnictví Balduina V. Navzdory korunovaci Balduin nevládl jako samostatný král. Skutečnou moc měl v rukách Raimond III. ze své pozice regenta a Joscelin III. mu dělal osobního ochránce.
Balduinova vláda trvala téměř rok. V létě roku 1186 král zemřel. Balduinovu rakev doprovázel děd Vilém a prastrýc Joscelin. Mladičký král byl pohřben v Bazilice Svatého hrobu v Jeruzalémě v nádherně vyřezávané rakvi, která byla téměř zničena v 19. století. Zbytky schrány se nacházejí v majetku Řeckého ortodoxního patriarchátu v Jeruzalémě.
Protože Balduin V. zemřel bez legitimních potomků, jeho dědictví mohlo připadnout buď jeho matce Sibyle, nebo tetě Isabele. Trůnu se nakonec chopila princezna Sibyla a Guy de Lusignan.